# Hochkönig
L'Hochkönig (2.941 m s.l.m.) è una montagna delle Alpi Settentrionali Salisburghesi nelle Alpi di Berchtesgaden.
Si trova in Austria (Salisburghese).